# Jean-Noël Rey

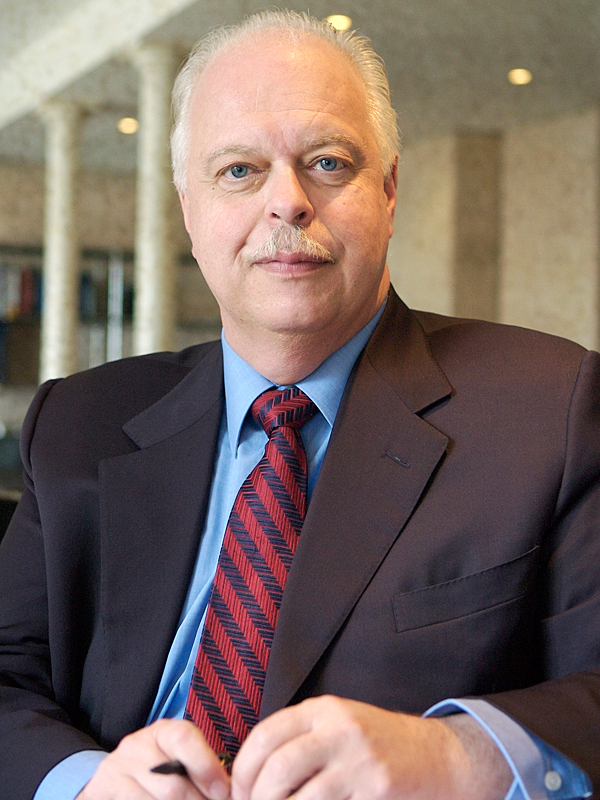
Jean-Noël Rey, vor 2009

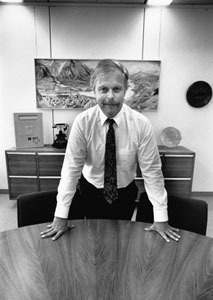
Jean-Noël Rey (1990)

Jean-Noël Rey (* 23. Dezember 1949 in Siders, Schweiz; † 16. Januar 2016 in Ouagadougou, Burkina Faso; heimatberechtigt in Chermignon, Mollens und Montana) war ein Schweizer Beamter, Manager und Politiker (SP).

## Leben
Rey wurde 1978 an der Universität Genf mit einer Dissertation zur schweizerischen Gewerkschaftsbewegung zum Dr. sc. éc. et soc. promoviert.
Nachdem er persönlicher Mitarbeiter des damaligen Bundesrates Otto Stich gewesen war, wurde Rey 1990 zum Generaldirektor Postdepartement PTT ernannt. Er war der letzte als Beamte angestellte Generaldirektor der Schweizerischen Post. Er wurde 1998 entlassen, nachdem unter anderem Vorwürfe wegen Vetternwirtschaft aufgekommen waren. Zu einer Verurteilung kam es allerdings nicht. 2001 wurde Rey Generaldirektor der Schweizer Niederlassung des Paketverteilers DPD. 2004 trat er von dieser Stelle zurück. 2013 wurde er zum Verwaltungsratspräsidenten der Handelskammer Schweiz-Frankreich gewählt. Er sass zudem in mehreren Verwaltungsräten.
Jean-Noël Rey wurde im Januar 2016, zusammen mit Georgie Lamon und weiteren 27 Personen, bei einem islamistischen Terroranschlag im westafrikanischen Burkina Faso im Alter von 66 Jahren getötet. Die beiden Schweizer befanden sich dort vor Ort, um die Kantine einer Schule einzuweihen.
Rey war in zweiter Ehe verheiratet und Vater von zwei Kindern.

## Politische Ämter
Rey gehörte der Sozialdemokratischen Partei der Schweiz an. Während der 47. Legislaturperiode (2003–2007) war er Mitglied des Nationalrates. 2007 kandidierte der Unterwalliser auf der Liste der SP Oberwallis, schaffte aber die Wiederwahl nicht.